# No muertos
No muertos es una película de Argentina de 2000 filmada en colores dirigida por Alexis Puig sobre su propio guion que no se exhibió comercialmente y fue el segundo largometraje del director.

## Sinopsis
Una mujer está embarazada pero no está segura que el padre sea su novio muerto pues  un joven pordiosero que dice ser  descendiente de una familia cazadora de vampiros afirma que pudo haberlo concebido con un vampiro en busca de descendencia.

## Reparto
Participaron del filme los siguientes intérpretes:
- Nicolás Abeles...	Diego Sepulveda
- Paulino Andrada
- Richard Coleman	...	Vampiro colonial
- Mercedes Funes
- Alejandro Gancé...Santiago
- Maximiliano Ghione...	Pascual Mendoza
- Luciana González Costa...Sandra
- Martín Karpan...Natan Balasko
- Carlos Kaspar...Dr. Urbe
- Esteban Mihalik…Vampiro maorí
- Soledad Navarre...Vampira
- Romina Polnoroff...Enfermera
- Nicolás Scarpino
- Diego Topa..Médico forense
- Vanessa Weis...	Vampira